# Михаил Мишустин
Михаил Владимирович Мишустин (на руски: Михаил Владимирович Мишустин) е руски икономист и политик, заемащ длъжността министър-председател на Русия от 2020 г. Преди това е бил директор на Федералната данъчна служба от 2010 г. до 2020 г. На 15 януари 2020 г. той е номиниран за министър-председател на Руската федерация от президента Владимир Путин. Изслушванията за назначаването му се провеждат в Държавната дума на 16 януари.

## Ранен живот и кариера
За произхода и ранните му години липсва достатъчно информация. Михаил Мишустин е роден на 3 март 1966 г. Негов роден град е Лобня, разположена близко до Москва, макар някои източници да твърдят, че е роден в руската столица. Майка му е арменка, а баща му вероятно има еврейски корени. През 1989 г. завършва Московския държавен технологичен университет със специалност системно инженерство, а след това през 1992 г. завършва аспирантура в същия институт.
След като завършва аспирантура, той започва работа като директор на тестова лаборатория, а по-късно оглавява борда на Международния компютърен клуб (ICC), публична нестопанска организация.
През 1998 г. постъпва на държавна служба като асистент по информационни системи за счетоводство и контрол върху получаването на данъчни плащания до ръководителя на Държавната данъчна служба на Руската федерация. Тогава той работи като заместник-министър на Руската федерация по данъци и мита, ръководител на Федералната агенция за кадастър на недвижими имоти в Министерството на икономическото развитие на Русия и ръководител на Федералната агенция за управление на специални икономически зони.
През 2008 г. напуска държавната служба и се връща към бизнеса – този път в областта на инвестициите. През февруари 2009 г. той постъпва в кадровия резерв на президента на Русия.

## Политическа кариера

### Ръководител на Федералната данъчна служба
През 2010 г. Михаил Мишустин е назначен за ръководител на Федералната данъчна служба. В тази позиция той обявява война на „мръсните данни“ и започва да изкоренява проблемите с неоправданото възстановяване на ДДС.
След назначаването си за тази длъжност предприемачите изразяват надежда, че Мишустин, тъй като идва от бизнеса, ще бъде „по-приятелски настроен“ към руските предприемачи. Мишустин подкрепя опростяването на взаимодействието между бизнеса и гражданите с данъчните власти. За удобството на работата на хората и борбата с корупцията Мишустин заявява, че възнамерява да развие електронни услуги във Федералната данъчна служба колкото е възможно повече.
В допълнение към информатизацията, Федералната данъчна служба под ръководството на Мишустин работи по нови стандарти за обслужване на данъкоплатците. По-специално, за удобство на гражданите, е удължено работното време на проверките. През 2015 г. Федералният център за контакти започва работа.
През този период данъчната служба е критикувана за прекалено стриктния си подход към бизнеса и Мишустин отхвърля това обвинение, като се позова на значително намаляване на броя на проверките. И така, с идването на Мишустин през 2010 г. Федералната данъчна служба променя подхода си към организацията на контролни събития, съсредоточавайки се върху аналитичната работа. В резултат на това броят на данъчните одити на място рязко е намалял, докато тяхната ефективност се е увеличила. Ако по-рано всеки десети данъкоплатец е бил проверяван, през 2018 г. данъчните власти са проверявали само една малка фирма от 4000 души. Броят на проверките на големите и средни предприятия също намалява значително. Като ръководител на Федералната данъчна служба Мишустин печели репутация на умел технократ.

### Министър-председател
На 15 януари 2020 г. президентът Владимир Путин номинира Михаил Мишустин за поста министър-председател. Това става след оставката на Дмитрий Медведев и цялото руско правителство. На 16 януари 2020 г. Михаил Мишустин е одобрен от Държавната дума като министър-председател. За първи път в историята никой депутат не гласува против. В същия ден той встъпва в длъжност като министър-председател с указ на президента Путин.

## Личен живот
Мишустин е женен и има трима сина. Обича да играе хокей на лед. Освен това е запален зрител на спорта и е член на надзорния съвет на ХК ЦСКА Москва. Мишустин също е пианист.